# Dąbrówka (dopływ Rekowej)
Dąbrówka – struga, prawobrzeżny dopływ Rekowej o długości 4,01 km i powierzchni zlewni 4,84 km² (liczony jest tylko odcinek do miejsca wypłynięcia z jeziora Dąbie).
Struga płynie w woj. zachodniopomorskim, w gminie Płoty na Równinie Gryfickiej. Jej źródło znajduje się na południowy wschód od wsi Wyszobór, skąd płynie w kierunku południowym. Przepływa pod drogą krajową nr 6 i płynie na południe i południowy zachód. Wpada do jeziora Dąbie od wschodniego brzegu. Przepływa przez środkową część jeziora, następnie część południową i wypływa przy południowym brzegu. Przepływa przez wieś Dąbie, na południe od której uchodzi do Rekowej.